# Edward A. Murphy
Major Edward Aloysius Murphy Jr. (11 de janeiro de 1918 – 17 de julho de 1990) foi um engenheiro aeroespacial americano nascido no Panamá que trabalhou em sistemas de segurança-críticas e é mais conhecido pela Lei de Murphy que diz que "deve-se planejar que qualquer coisa que pode correr mal, vai correr mal". Isto não deve ser confundido com a Lei de Finagle. 

## Vida
Nascido em 1918, Murphy era o primogênito de cinco crianças. Depois de freqüentar a escola secundária em Nova Jersey, ele foi para a Academia Militar dos Estados Unidos no Oeste, formando-se em 1940. No mesmo ano ele aceitou uma comissão no Exército dos Estados Unidos, e tornou-se piloto de treinos do Exército Aéreo Americano em 1941. Durante a Segunda Guerra Mundial, ele serviu no Teatro do Pacífico na Índia, China e Birmânia (agora conhecido como Myanmar), alcançando o grau de Especialização. 
Dois anos após o conflito, em 1947, Murphy serviu no Instituto de Tecnologia da Força Aérea dos Estados Unidos, tornando-se Oficial Wright de R&D no Centro de Desenvolvimento Aéreo da Base da Força Aérea de Wright-Patterson. Foi aqui que ele foi envolvido nas experiências de alta velocidade, num trenó com foguetes que o conduziram a desenvolver as bases da Lei de Murphy. O próprio Murphy estava se sentindo infeliz com as notícias da má interpretação da lei dele. Murphy considerou a lei como esclarecimento de um princípio fundamental de desígnio defensivo, em qual deveriam assumir sempre o pior dos acontecimentos. Murphy, (conforme foi declarado por seu filho), havia considerado as muitas versões patéticas da lei, como sendo "ridículas, triviais e errôneas", as tentativas mal sucedidas dele para ter a lei levada a sério, tornaram-lhe mais seriamente como uma vítima da própria lei.
Em 1952, tendo-se aposentado da força aérea dos Estados Unidos, Murphy levou a cabo uma série de testes de aceleração de foguete da Base da força aérea de Holloman, voltando então à Califórnia para procurar uma carreira como piloto de aeronaves para uma série de contratantes privados. Ele trabalhou em sistemas de fuga de piloto para uma das aeronaves experimentais mais famosas do século XX, inclusive na força aérea, o F-4 Phantom, o XB-70 Valkyrie, o SR-71 Blackbird, o B-1 Lancer, e o avião-foguete X-15. 
Durante a década de 1960 trabalhou na segurança e sistemas de apoio de vida para Projeto Apollo, e terminou sua carreira com trabalho em segurança de pilotos e sistemas de operação computadorizada no helicóptero Boeing AH-64 Apache. Murphy faleceu em 1990.